# Mercado de esclavos de Natchez

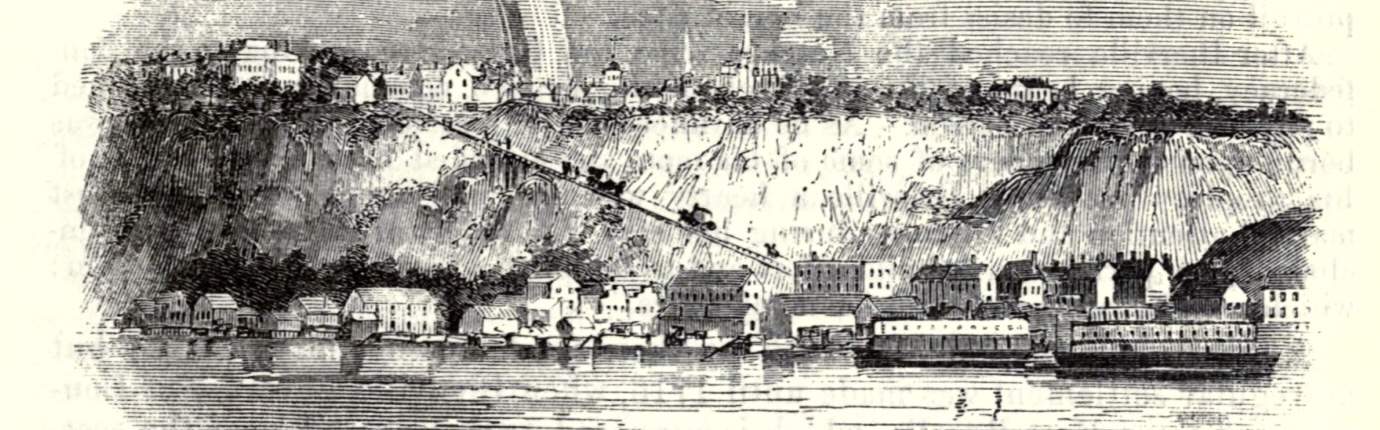
«Vista occidental de Natchez» (publicada en 1861) por John Warner Barber.

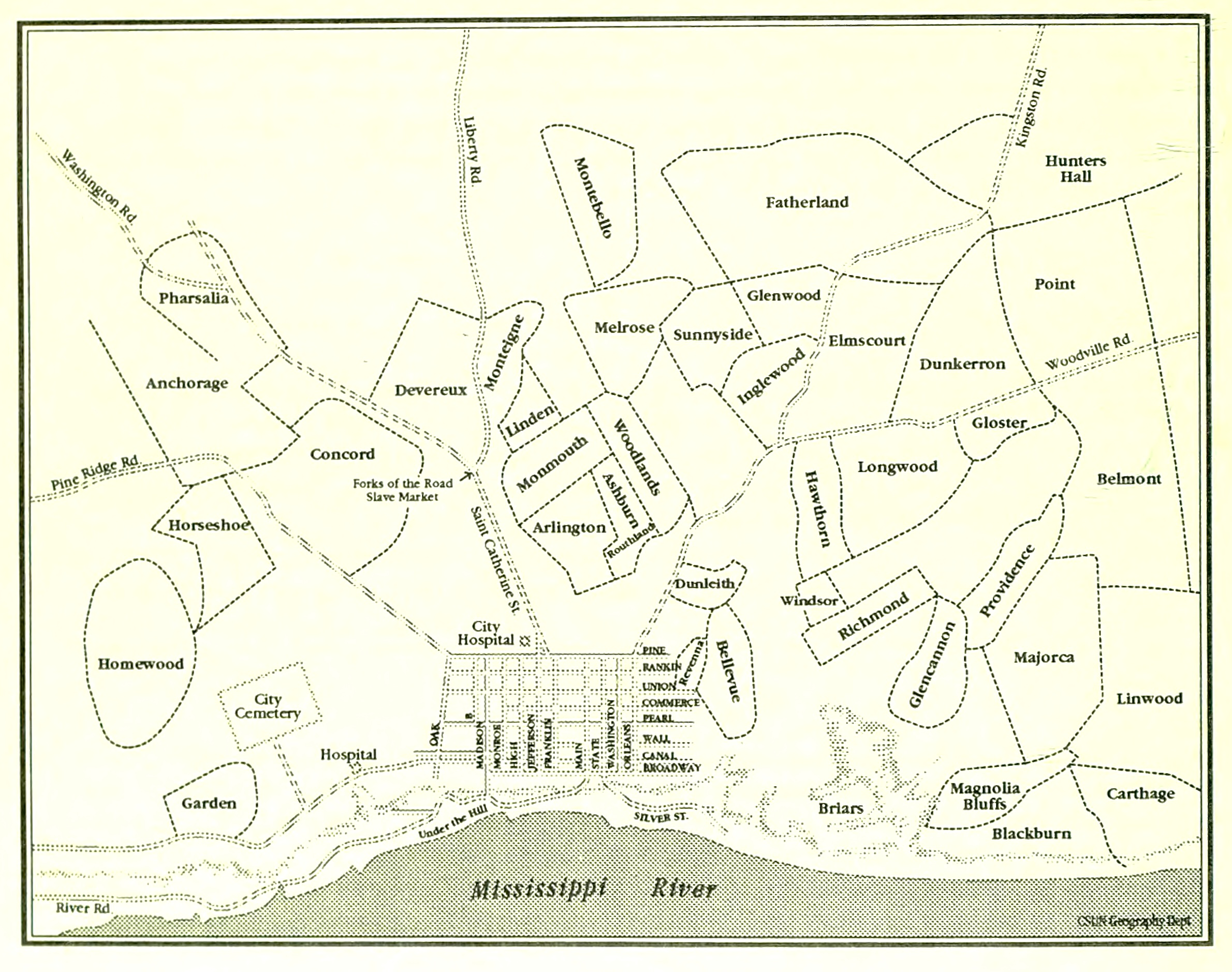
Forks of the Road y Natchez-Under-the-Hill fotografiados en "Illustration F: Suburban Estates — c. 1830 to 1860" de The Black Experience in Natchez: 1720-1880, Special History Study de Ronald L. F. Davis (1993).

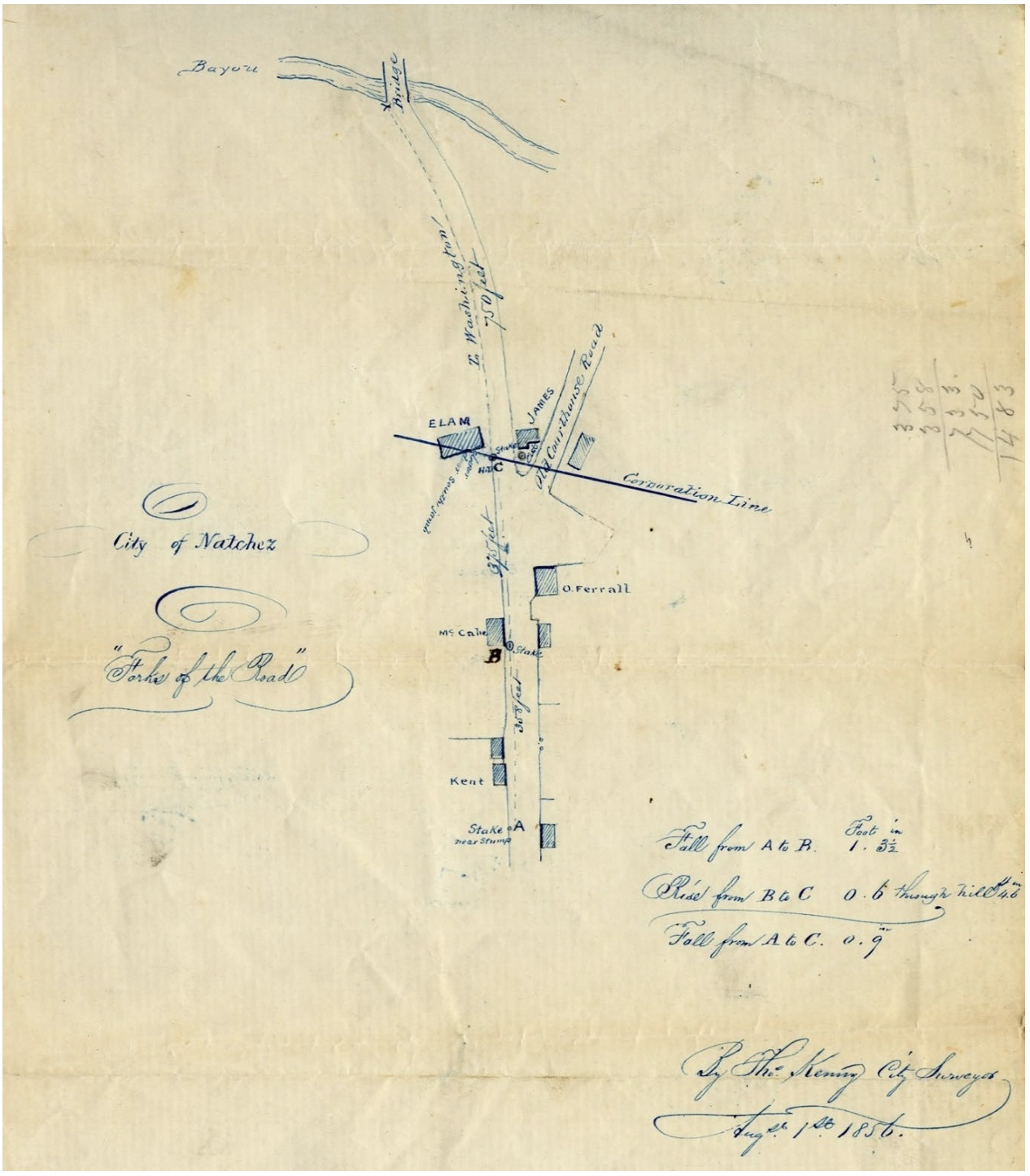
Estudio de las Forks of the Road, 1 de agosto de 1856, por Thos. Kenny, agrimensor de la ciudad de Natchez (Departamento de Archivos e Historia de Misisipi, Serie 2051).

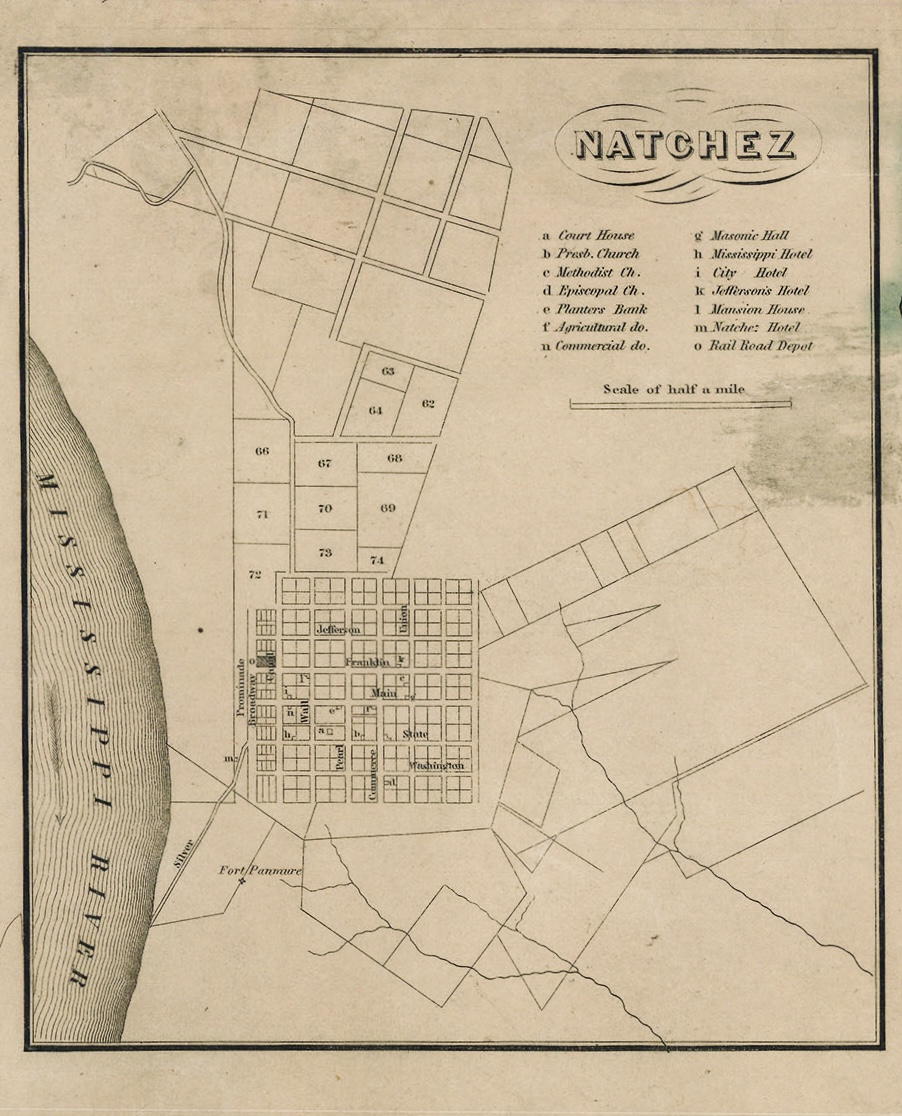
Natchez, Misisipi c. 1839.

El mercado de esclavos de Natchez fue un mercado de esclavos en Natchez (Misisipi), en los Estados Unidos. Originalmente, los esclavos se vendían en toda la zona, incluso a lo largo de Natchez Trace, que conectaba el asentamiento con Nashville, a lo largo del río Mississippi en Natchez-Under-the-Hill y por toda la ciudad. De 1833 a 1863, el mercado de esclavos Forks of the Road estuvo ubicado a aproximadamente una milla del centro de Natchez, en la intersección de Liberty Road y Washington Road, que desde entonces pasó a llamarse D'Evereux Drive en una dirección y St. Catherine Street en la otra. El mercado se diferenciaba de muchos otros vendedores de esclavos de la época al ofrecer a los individuos por orden de llegada en lugar de venderlos en subasta, ya sea individualmente o en lotes. Hubo un tiempo en que Forks of the Road fue el segundo mercado de esclavos más grande de los Estados Unidos, solo detrás de Nueva Orleans. El conjunto de depósitos de esclavos en Forks of the Road fue llamado despectivamente Niggerville desde 1836 hasta 1860.

## Historia
El mercado de esclavos Forks of the Road data del siglo XVIII; las ventas de esclavos en las cercanías de Natchez, Misisipi, se realizaban principalmente en los embarcaderos fluviales en la década de 1780, pero el uso generalizado del sendero forestal Natchez Trace desde Nashville a partir de la década de 1790 desplazó el mercado tierra adentro, a Forks of the Road, «ubicado en el sendero, en el extremo noreste de la ciudad alta». En la época del Territorio de Misisipi, existían mercados de esclavos en Natchez, Bruinsburg y Selsertown. En los años inmediatamente posteriores a la guerra de 1812, los mercados de esclavos más activos del Sur se encontraban en Algiers, Luisiana, y Natchez, Misisipi. A finales de la década de 1810, las ventas se realizaban cerca del puente de peaje de Santa Catalina sobre el arroyo de Santa Catalina, cerca de lo que posteriormente se denominaría el hipódromo de Pharsalia.
Un viajero que visitó la ciudad en 1817 informó que «catorce barcazas cargadas de negros estaban a la venta allí». William Wells Brown, quien acompañó un cargamento de esclavos a Natchez aproximadamente entre 1828 y 1832, informó que había un almacén en el embarcadero para almacenar temporalmente a los esclavos recién llegados mientras los corrales estaban más tierra adentro, en el acantilado y en la ciudad o cerca de ella; también describió una parada para vender esclavos en el pueblo de Rodney, que se había conocido como Petit Gulf hasta 1828.
En 1833, en respuesta a los temores de contagio avivados por la epidemia de cólera de 1833, varios comerciantes firmaron una carta pública acordando trasladar permanentemente a los esclavos en venta en Natchez fuera de los límites de la ciudad. Antes de esto, las ventas de esclavos se llevaban a cabo en varios lugares alrededor del asentamiento, incluyendo el embarcadero y en los escalones de entrada de la Mansion House. Según un periódico de Alabama, la mudanza fue consecuencia de que Isaac Franklin (de la Oficina de Franklin y Armfield y Fairvue Plantation) arrojara los cuerpos de varias personas esclavizadas víctimas del cólera  (incluyendo una adolescente y un bebé de ocho meses, que habían sido enviados al sur desde Alexandria (Virginia)) a un barranco o pantano cerca del pueblo. (Este barranco puede haber sido el descrito 10 años antes por un médico local al describir el mortal brote de fiebre amarilla de 1823 en la ciudad: «Debajo del antiguo fuerte, y en el desfiladero entre las dos colinas, se han depositado todos los animales que han muerto en la ciudad y sus alrededores, toda la basura, la casquería y la suciedad de los establos de la ciudad, formando un Gólgota, un semillero de pestilencia y muerte»). Los firmantes de la carta eran solo una fracción de los 32 «comerciantes de esclavos no residentes» que vendían en Natchez ese año, quienes colectivamente reportaron US$238 879 en ingresos imponibles.
Un visitante de Nueva Inglaterra a Natchez en 1834, el novelista J. H. Ingraham, informó que «las fugas, las enfermedades, las muertes y un cinturón de algodón en expansión crearon una demanda continua de esclavos, y que los mercados de Kentucky y Virginia satisfacían esta demanda. Ingraham observó que los barcos fluviales que desembarcaban en los puertos de Natchez y Nueva Orleans casi siempre traían un cargamento de esclavos. Durante el año 1834, el neoinglés estimó que más de 4000 esclavos pasaron por el mercado de la "encrucijada" a una milla de Natchez». Según Frederic Bancroft en Slave-Trading in the Old South (1931), «El mercado principal, alrededor de 1834, se describía como 'un conjunto de toscas construcciones de madera, en la esquina de dos caminos', a una milla de Natchez. También había cuatro o cinco corrales más en las cercanías, 'donde varios cientos de esclavos de todas las edades, colores y condiciones, de ambos sexos, se exponían para la venta'. En esa época, Natchez tenía una población de aproximadamente 3000 habitantes, la mayoría de los cuales eran de color; y anualmente se vendían en ella o cerca de ella aproximadamente tantos esclavos como toda la población blanca de la pequeña ciudad».
William T. Martin, quien había sido abogado del condado en las cercanías y se convirtió en abogado interno de Franklin & Ballard, y posteriormente en político y general confederado, le contó a Bancroft a principios de siglo: «En algunos años había tres o cuatro mil esclavos aquí. Creo haber visto hasta 600 u 800 en el mercado a la vez. Solía haber cuatro o cinco grandes comerciantes en Natchez cada invierno. Cada uno tenía entre cincuenta y varios cientos de negros, y la mayoría recibía lotes nuevos durante la temporada. Traían sus grandes cuadrillas a finales del otoño y las vendían en mayo. Luego volvían a buscar más. Construyeron tres grandes edificios de tres pisos, donde podían alojar a varios cientos».
Forks of the Road aparece en la polémica obra de no ficción de Harriet Beecher Stowe, A Key to Uncle Tom's Cabin (1853), en un capítulo sobre la ubicuidad de la separación familiar en el comercio doméstico de esclavos, en el que rebate la afirmación de un virginiano de que era raro separar a las familias en los raros casos en que se vendían esclavos a los comerciantes:
 
El mercado de esclavos de Forks-of-the-Road fue demolido en 1863 por tropas del ejército estadounidense, quienes reciclaron la madera para construir barracones para ellos mismos y para personas emancipadas, conocidos como «contrabando». En 2021, el sitio se convirtió en uno de los cuatro que conforman el parque Histórico Nacional Natchez.
Los registros de Sexton para Natchez muestran que, además de Forks of the Road, había un grupo de comerciantes en Natchez Under the Hill. Natchez Under the Hill era un puerto bullicioso, famoso por su libertinaje. Según un visitante en 1822: «Al pie del acantilado hay un pequeño lecho de río, a lo largo del cual se construyen varias casas donde el Príncipe de las Tinieblas es, creo, el único superior reconocido. Es, sin excepción, el lugar más infame que he visto, donde la villanía, endurecida por una larga impunidad, triunfa a plena luz del día».

## Comerciantes

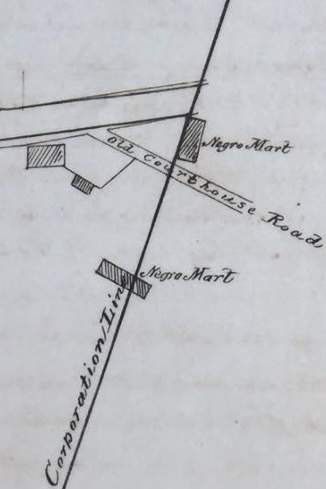
Mercados negros etiquetados en un mapa de 1854 de Forks of the Road.

Lista de comerciantes que se sabe que vendieron en Natchez:
- Robert B. Brashear[20]
- Benjamín Eaton[21]
- R. H. Elam[14]
- Isaac Franklin de la oficina de Franklin y Armfield y la plantación Isaac Franklin
- Griffin y Pullum
- Hitchens y Colco (?)[22]
- John D. James, Thomas G. James, David D. James (hermanos)[16][23]
- John O'Ferrall[16] - cuando vendió su depósito de esclavos en 1857, afirmó que el ingreso por alquiler de su depósito de esclavos fue US$1000 (equivalente a $32 700 en 2023) anualmente.[24]
- Woodroof y Hundley[21]
- Matthews, Branton & Co.[25]
- John T. Hatcher[26]
- Rowan y Harris[27]
- John P. Phillips[28]

## Lectura adicional
- Estudio histórico especial, abril de 1993, por Ronald LF Davis, Ph.D.  The Black Experience in Natchez, 1720-1880, Parque Histórico Nacional NATCHEZ
- «Fall 2022 - 'First, Tell the Truth' - Janisse Ray». National Parks Magazine (NPCA). Consultado el 27 de noviembre de 2023.
- Barnett, Jim; Burkett, H. Clark (2001). «The Forks of the Road Slave Market at Natchez». The Journal of Mississippi History LXIII (3): 169-187.

- Datos: Q110443133